# Spinosaurus
Spinosaurus („Trnitý ještěr“) byl rod obřího masožravého dinosaura (teropoda), který žil na území dnešní severní Afriky v křídových obdobích (geologických věcích) albu a cenomanu před asi 112 až 94 miliony let. V současnosti je obecně považován za nejdelšího (i když ne nutně nejtěžšího) známého dravého dinosaura. Maximální hmotnost tohoto teropoda činila asi 6 až 8 tun.

## Historie objevu
Fosilie tohoto dinosaura poprvé objevil roku 1912 rodák z Čech, rakouský amatérský paleontolog Richard Markgraf. Od roku 2014 se pohled na tohoto teropoda výrazně proměnil v podobě čtyřnohé chůze, spinosaurus byl nedávno znám jako vodní dinosaurus a žil převážně ve vodě a po souši se pohyboval po všech čtyřech. To se změnilo a od roku 2022 je znám spíše jako suchozemský predátor.

## Rozměry
Podle studie dal Sasso et al., 2006 byl právě tento druh největším známým teropodním dinosaurem, větším než dosavadní držitel primátu Giganotosaurus. Největší udávané rozměry tohoto dravého obra činí přinejmenším 14 (nebo 16 až 18) metrů délky a kolem 7 tun hmotnosti. hmotnost je sice menší než u Giganotosaura a Tyranosaura. V délce a výšce byl největší právě Spinosaurus. Jenom lebka jednoho exempláře by prý v kompletním stavu byla dlouhá až 2,4 metru (i když oficiální odhady spíš hovoří o délce 1,75 m). Tím by Spinosaurus představoval zdaleka největšího dravého tvora, který kdy chodil po souši (a jehož fosilie již známe). Nejvyšší odhadnutý údaj o hmotnosti pro jedince o odhadované délce 14,34 metru (katalogové označení MSNM V4047) činí 7 538 kilogramů.
Novější odhady hmotnosti spinosaura dosahují přibližně 6,2 až 8,4 tuny, což z něj stále činí jednoho z pěti největších dosud známých teropodních dinosaurů.

## Paleobiologie
Mezi nejznámější geologické vrstvy, ve kterých je tento teropod hojně objevován, je souvrství Kem Kem z území Maroka a Alžíru. Charakteristické jsou pro tento druh dlouhé zádové výběžky obratlů, tvořící jakési „trny“ o délce až přes 2 metry, za života zvířete zřejmě sloužící v podobě kožní plachty, napnuté mezi těmito výběžky, k termoregulaci. Podle jiných hypotéz šlo spíše o velké signalizační zařízení, umožňující zastrašování soků, vábení sexuálních partnerů nebo lepší vzájemné rozeznávání v případných sociálních skupinách. Spinosaurus žil nejspíš na březích křídových jezer a potoků a lovil velké sladkovodní ryby, možná se živil částečně i mršinami. Pro to svědčí i utváření jeho zubů a čelistí, připomínající až stavbu krokodýlí, vhodných k lovení ryb ve vodě. Obojživelný způsob života potvrzuje také výzkum z roku 2010. Nelze samozřejmě vyloučit ani potravu v podobě živých a snad i mrtvých velkých býložravých dinosaurů, žijících v této oblasti před 95 miliony let. Potravním konkurentem spinosaura mohl být například rybožravý obří krokodylomorf druhu Aegisuchus witmeri, dosahující délky až kolem 15 metrů.
Zdá se, že šlo o obojživelného predátora, který možná na souši chodil jen po čtyřech. Jeho Hřbetní plachta byla údajně velmi těžká, spíše přizpůsobená k pobytu ve vodě. Výzkum izotopů kalcia z roku 2018 ukazuje, že tento teropod okupoval jiné potravní niky než ve stejných ekosystémech žijící Carcharodontosaurus a abelisauridní teropodi.

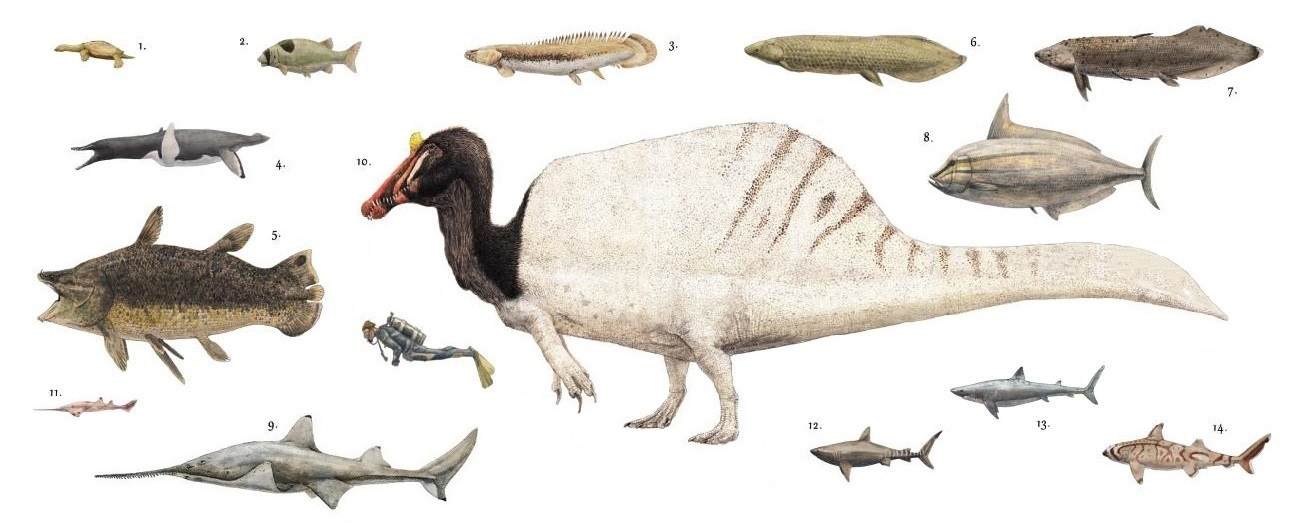
Spinosaurus a další organismy v jeho životním prostředí.

 Výzkum z Brazílie ukazuje, že tito teropodi přešli k obojživelnému způsobu života už v průběhu rané křídy. Objev fosilií mláděte tohoto rodu z Maroka prokazuje, že jejich růst byl izometrický, tedy že rostli relativně stejnoměrně a „zachovávali“ si přibližně dospělý tvar těla již od útlého věku. Fosilie mláďat spinosauridů s celkovou délkou pod dva metry nebyly dlouho známé, tuto mezeru však zaplnily objevy z Maroka. Podle počítačového modelu nebyl spinosaurus čistě vodním predátorem, ale dokázal se nejspíš prosadit jako zdatný lovec i na souši. Skutečné plavecké a potápěčské schopnosti spinosaura jsou přitom stále předmětem živých diskuzí. Dokladem pro častý pobyt ve vodě jsou také některé objevy z Maroka, které tafonomickým rozborem fosilí v sedimentech dokládají přítomnost spinosaurů ve vodním prostředí. „Obojživelný“ způsob života spinosaura dokládá také histologický rozbor jeho fosilních zubů ze sedimentů souvrství Kem Kem.
Životní prostředí spinosaurů i jejich současníků bylo zřejmě s převahou kapraďorostů a časté zde byly rozsáhlé požáry, jak ukázal rozbor sedimentů v egyptském souvrství Baharíja.
Výzkum anatomie ocasních obratlů spinosaura dokládá, že tento teropod využíval svého ocasu jako hlavního orgánu pohybu ve vodě. Ocas byl laterálně zploštělý a při stranovém vlnění vytvářel hybnou sílu, pohánějící plavajícího dinosaura vpřed. Spinosauři byli tedy pro život ve vodním živlu anatomicky vybaveni ještě podstatně lépe, než se dříve předpokládalo. Zadní končetiny tohoto „obojživelného“ teropoda byly relativně velmi krátké, což pravděpodobně představovalo adaptaci na vodní způsob života.
Výzkum izolovaných fosilií zubů spinosauridů z Maroka ukázal, že spinosaurům a jejich příbuzným se zuby plně zformovaly za méně než 271 dní (zhruba 9 měsíců), přičemž obnova jejich dentice trvala asi 59 až 68 dní (přibližně dva měsíce).
Podle odborné práce, publikované v březnu roku 2022 byl spinosaurus skvěle uzpůsoben pro aktivní lov přímo pod hladinou vody. Vyskytují se však i odlišné názory a některé odborné práce ukazují, že spinosauři ve skutečnosti nemuseli být vůbec vodními predátory. Morfometrická analýza lebky spinosaura dokládá, že se mohlo jednat nejpíše o predátora brodícího se mělčí vodou a chytajícího vodní kořist do tlamy ve stylu "stand-and-wait" (stůj a čekej).

## Zajímavosti
První fosilie tohoto dinosaura objevené před první světovou válkou byly ztraceny při válečném bombovém náletu na mnichovské muzeum v dubnu roku 1944. Nikdy nebyla objevena celá kostra spinosaura. Na základě poznatků o ostatních podobných dinosaurech si vědci vytvořili o zvířeti představu, kterou pokládají za reálnou. Přestože nebyly objeveny žádné kosti předních končetin, paleontologové předpokládají, že Spinosaurus měl podobné jako jeho příbuzný Baryonyx silné přední končetiny. Mohutné drápy připomínající háky nejspíš dokázaly proniknout masem kořisti.
Odborná práce, vydaná v květnu roku 2020, shledává blízce příbuzný druh Sigilmassasaurus brevicollis za formálně neplatný, ve skutečnosti se má jednat o mladší synonymum druhu Spinosaurus aegyptiacus (stejně jako domnělý další druh spinosaura, S. maroccanus).
Fosilní zuby spinosauridů byly objeveny také na území Japonska (geologické souvrství Kitadani).

## V populární kultuře
Spinosaurus je nejpopulárnějším a nejnebezpečnějším dinosaurem ve filmu Jurský park 3. V televizních dokumentech se objevil především v prvním díle dokumentu Megazvířata nebo na začátku filmu Tajuplní dinosauři.
Spolu s karcharodontosaurem je hlavním tématem 1. dílu dokumentu Planet Dinosaur jménem Ztracený svět. V dokumentu je vyobrazen podle nejnovějších poznatků jako „obojživelný“ dinosaurus živící se rybami. Právě toto nové pojetí fyziologie spinosaura přineslo na přelomu druhé a třetí dekády 21. století velkou míru popularity tomuto africkému dinosaurovi.

### Česká literatura
- SOCHA, Vladimír (2021). Dinosauři – rekordy a zajímavosti. Nakladatelství Kazda, Brno. ISBN 978-80-7670-033-8 (str. 41, 137)